# マリリン・ヴァン・ダーバー
マリリン・ヴァン・ダーバー（Marilyn Van Derbur、1937年6月6日 - ）は、アメリカ合衆国コロラド州出身の1958年度ミス・アメリカ。講演会講師。
幼少期に受けた父親による性的虐待を1991年に公表し、家庭内性被害者による告発の先駆となる。近親姦という禁忌な事柄を有名人が告白したことと、「よきアメリカ」を代表するような裕福な白人家庭の理想的一家の裏側を暴いたことから、世間を大いに賑わせた。これをきっかけに近親姦被害者（インセスト・サバイバー）による告発が相次ぎ、それまでアメリカでは貧しい有色人種家庭に起こる問題と思われていた近親姦があらゆる家庭で起こり得る問題であったことが表面化した。
公表後は、児童虐待撲滅のための講演や本の執筆、被害者の支援などを行なっている。結婚後の名はマリリン・ヴァン・ダーバー・アトラー。

## 略歴
1937年、デンバーで大手葬儀会社を営む裕福な一家の４人姉妹の末娘として生まれる。父親のフランシスはやり手の実業家で見た目もよく、慈善家としても知られる町の名士で、寝室が6部屋ある豪邸に住み、家庭的な妻と美しい娘をもつ理想的な人物として認知されていた。マリリンは地元の名門校イースト高校 に進学し、オールＡの優等生であるだけでなく、水泳、スキー、ゴルフ、乗馬の選手としても活躍し、障害者施設でボランティアにも励んだ。また、その美貌から美少女コンテストに選ばれたり、セブンティーン誌の「ミス・ヤング・アメリカ」のデンバー代表に指名されたりもした。コロラド大学に入学後、1957年にミス・コロラドになり、全国大会で優勝して1958年度のミス・アメリカに選ばれる。ブロンドヘアに美しい緑の目をもつ美女が立派な両親と美しい姉妹に囲まれた姿は、「パーフェクト・ファミリー（完璧な家族）」と称賛された。
一年間、コンテスト優勝者として国内外を忙しく飛び回り、胃痙攣に悩まされながらも、さまざまなイベント活動を精力的にこなしたのち、大学に戻って学業を続け、スキー選手として活躍する一方、成績優秀者に与えられるファイ・ベータ・カッパ (Phi Beta Kappa) の称号も獲得し卒業、モチベーション・スピーカー（人にやる気を起こさせる啓発的な講演をする人)となる。1961年に同じ大学出身の元フットボール選手からプロコーチになった男性と結婚したが、3か月で離婚。ニューヨークでテレビ番組『ベル・テレフォン・アワー』の司会を務め、テレビや講演会で活躍した。1964年、高校時代からのボーイフレンドで弁護士のラリー・アトラーと再婚し、「マリリン・ヴァン・ダーバー・モチベーション・インスティテュート」を設立し、ビジネスマン向けの講演会講師を続けながら、娘ジェニファーを育てていたが、体が麻痺して動かなくなる発作が起こるようになり、1984年に仕事を辞め、治療に専念する。肉体的な異常はないと診断され、セラピーにかかったが、麻痺の発作は51歳まで続いた。1991年に児童虐待関係の講演会で、父親からの性的虐待被害者であったことを公表、2003年には体験を綴った『ミス・アメリカ・バイ・デイ』を出版した。

## 父親からの性的虐待とその影響
5歳のときに父親から性的暴行を受け、大学進学のために家を出た18歳まで肉体関係にあった。父親から口止めされ、幼いながらにその行為は「悪いこと」であると感じ、発覚したら自分のせいで父親が逮捕され家族がめちゃめちゃになるという恐怖から、いつしか人格が「昼の子」と「夜の子」という2つに分かれるようになった。「夜の子」は、毎夜、部屋に近づく足音がしないか耳を澄まし、恐怖と不安で体を固くして怯える子供で、深夜2時まで眠れなかったが、昼間は「夜の子」の記憶がまったくなく、明るく元気な子であり、父との関係も良好だった。むしろ尊敬する父親から認められ愛されるために、人一倍学業やスポーツに励んだが、望むような愛情はあまり得られなかった。昼寝のできない子供でもあった。マリリンにとって睡眠とは力を減退させ、他人に体を自由にされることを意味していたため、昼寝は恐怖だった。また、父親に犯されたとき、部屋にあった人形に見られて恥ずかしい、という気持ちがあったため、それ以来人形が嫌いになった。他人との肉体的な接触やハグも苦手になった。
「夜の子」の記憶をまったく無くしていたマリリンだったが、突然理由のわからない嗚咽に襲われることがあり、高校時代も、女生徒同士の遊びの中で、性に関する隠喩を含んだたわいもないクイズに突然激しく泣きじゃくり、友人を驚かせたりした。大学1年のクリスマスに帰省したとき、父親から腕を掴まれ引き寄せられたが、初めて「昼の子」のマリリンが強く父親を拒絶した。それ以来、近親姦は無くなった。
24歳のとき、撮影の仕事でロサンジェルスに滞在中、コロラド時代の古い知り合いである長老派教会の牧師、D.D.ハーベイに再会したことがきっかけで、「夜の子」の記憶を取り戻した。薬物患者のリハビリの支援活動をしていたハーベイは、その経験から以前からマリリンの微笑みの陰に何かトラウマがあると感じていた。なぜ彼女はあんなに高い基準を立て、頑張り続けるのか。ハーベイとの話し合いの中で、「父親、寝室」という言葉が出たとたんに嗚咽し、父親との近親姦を告白した。昼と夜の自分を分けていたこと、夜の忌まわしい自分を思い出さないために昼間は明るく笑い、限界まで自分を追い込んでいたこと、優秀な自分でいることは、罪深い夜の自分を埋め合わせるための反動であったこと、ときどき起こる嗚咽や体調不良は、睡眠薬なしでは眠れず、近づく足音に怯え、常に秘密がバレるのではないかという不安と恐怖が原因であることに気づいた。ハーベイに他言しないように頼んだが、「一番聞かれたくない人にこそ話すべきだ」と言うハーベイの助言に従い、9年間マリリンに求愛し続けてくれていたラリー・アトラーに連絡した。高校時代の恋人であるラリーは、マリリンのことを「すべてを手に入れた理想の女性」と思っており、マリリンはそれを壊すことを一番怖れていたのだが、ロスに駆け付け告白を聞いたラリーは「今すべてがわかった。人生最高の日だ」と言ってマリリンを抱きしめてくれた。1週間後、長姉のグエンにも告白したところ、グエンも父親の被害者であり、お互いの秘密を初めて知った。
告白後も自分自身を愛し信頼することがなかなかできず、結婚に恐怖感があったため、ラリーと結婚するまでさらに2年がかかった。娘を出産した際も、逆子のため難産になったが、幼いころの虐待の影響から、意識がなくなることに対する恐怖感が拭えず、麻酔を断った。娘が5歳になり、自分が父親に犯された年齢になると、突然涙が出る発作が起こるようになった。体が動かなくなる麻痺にもたびたび襲われるようなり、数週間寝込むようになった。病院では肉体的な異常は無いと診断されたため、精神科医の勧めで1978年に父親に会い、虐待について話した。娘が思春期になり、父親が死んだ1984年にはさらに症状が悪化し、背中や胸、足、皮膚が激しく痛むようになり、苦しさから死を考えることもあった。姉のグエンに来てもらい、辛い経験を分かち合い、母にも告白し、娘にも告白した。発作は数年続いたが、近親姦被害者の回復プログラムの研究のために、コロラド大学の医療施設ケンプ・センターにヴァン・ダーバー家から24万ドルを寄付し、1989年からマリリンもその支援プログラムに関わり、2年後に講演ができるまで回復した。その後、家庭内暴力に関する国会の聴講会でも話し、デンバーの長老派教会で1100人の近親姦被害者と対面した。このときから罪や恐怖から解放され、「昼の子」と「夜の子」が融合しはじめた。1993年に同プログラムが終了する2年半の間、毎週500人の性暴力被害者と会い支援した。

## 家族
- 父フランシス・ステーシー・ヴァン・ダーバー(1907 - 1984[7])は、パン工場の息子として生まれ、奨学金でコロラド大学に進学。働き者でハンサムな学生として知られ、在学中に知り合った金持ちの娘グエンドリン・オリンジャーと1930年に結婚し、翌年長女誕生。妻の実家の葬儀チェーン店に入社し、のちに同グループの社長となった。障害者児童のための施設や大学、ボーイスカウトなどを支援する慈善家としても知られ、1951年には母校コロラド大学から優秀卒業生として表彰され、デンバー市長からは「州の歴史的人物」と呼ばれるほどの地元の有力者だった[5]。その一方で、家庭では独裁者であり、子供たちを従わせるために家の各ドアの上にはムチ用の小枝が置かれ[6]、4人の娘のうち少なくとも2人を強姦し、性的虐待を続けていた。1978年にマリリンが過去の性虐待の話を切り出すと「そんなつもりはなかった」と否定し、ポケットから銃を取り出して、表沙汰にすると言われたら自殺するつもりだったと言ったが、その場合は自分も殺されていただろうとマリリンは推測している[3]。その後会うこともなく、マリリンが鬱状態に苦しんでいるときも手を差し伸べてくれることはなかった[3]。1984年に心臓発作により76歳で死亡[5]。マリリンはのちに、1983年に75歳のフランシスから20回にわたって性的暴行を受けたという被害者から手紙を受け取っている[5]。
- 母グエンドリン（1908-1996[7])は、コロラド大学在学中にフランシスと知り合い一目惚れし結婚。のちにピープル (雑誌)に「会った日から死ぬまで、彼を見るたびに胸がときめいた。完璧な人生だった」と語っているが、マリリンによると、娘たちへの性的虐待を知りながら（本人は否定）完璧な家庭を装い、「入院中に自分で注文して届けさせた花を夫からだと吹聴する」ような人だったと語っている[6]。1985年にマリリンから父親との関係を告白されたときは、とても信じられないと語ったが、長女グエンも被害者であることを知り、事実を受け入れた。あくまで「知らなかった」と述べているが[3]、マリリンは、過去のある出来事から、母親は確実に知っていたと確信している。
- 姉妹として姉が3人。美人姉妹として有名だった。長女のグエンは、自分も父親から性的虐待を受けていたことを認めているが、他の2人はノーコメント。グエンは1949年にはコロラド大学のホームカミング・クイーン、1952年にはスキー・リゾート地アスペンのウィンタースコール・クィーン[8] に選ばれるほどの美人で、映画雑誌のphotoplayの表紙を飾ったこともあり、マリリンの憧れだった[5]。幼少期から父親に強姦されていたが、父親に反抗するようになり、13歳のときに寄宿舎学校へ送られた。当時7歳だったマリリンは父に逆らうと姉のように家から追い出されると怖れ、父の暴行に反抗できなくなったという[4]。
- 夫ラリーは、高校時代からマリリンの恋人だったが、別れたり付き合ったりを9年間繰り返した。マリリンは、好きなラリーに秘密が発覚する恐怖からラリーを遠ざけていた、と語っている。マリリンの告白を聞いたのち、交際を再開して結婚した。
- 娘ジェニファーは、ラリーとマリリンの一人娘。ラリーの母親がマリリンに協力的であったことから、ラリー一家の宗教であるユダヤ教の文化の中で育った。母親の告白を聞き、公表して同じような被害者を支援するよう勧めた。